# Mark Lenard
Pour les articles homonymes, voir Lenard.
Mark Lenard (né  Leonard Rosenson) est un acteur américain né le 15 octobre 1924 à Chicago, Illinois (États-Unis), mort le 22 novembre 1996 à New York (New York).

## Biographie
Lenard est né à Chicago, fils d'un immigrant juif russe. Il a rejoint l'armée américaine en 1943 et s'est entraîné pour devenir parachutiste pendant la Seconde Guerre mondiale, mais n'a pas participé au combat et a été démobilisé en 1946 en tant que sergent technique. Il a fait ses débuts sur scène alors qu'il était dans l'armée.

## Rôles marquants
Il est aussi connu des fans de Star Trek pour avoir joué en particulier le rôle de l'ambassadeur Sarek, le père de Spock. Son personnage apparaît pour la première fois dans l'épisode Un tour à Babel. Il revient dans deux épisodes de la série Star Trek : La Nouvelle Génération, ainsi que trois des dix films Star Trek réalisés pour le cinéma.
Avant d'incarner Sarek, Marc Lenard s'est illustré dans un épisode de la toute première saison de Star Trek, Zone de terreur, où il incarnait le commandant d'un vaisseau romulien.
En 1974, il tient le rôle du cruel général Urko dans la série La Planète des singes.

## Filmographie

### Cinéma
- 1965 : La Plus Grande Histoire jamais contée (The Greatest Story Ever Told) : Balthazar
- 1968 : Pendez-les haut et court (Hang 'Em High) : le procureur
- 1975 : Noon Sunday (en) : Jason Cootes
- 1977 : Annie Hall : l'officier de la Navy
- 1979 : Star Trek, le film (Star Trek: The Motion Picture) : le capitaine Klingon
- 1984 : Star Trek 3 : À la recherche de Spock (Star Trek III: The Search for Spock) : l'ambassadeur Sarek
- 1986 : Star Trek 4 : Retour sur Terre (Star Trek IV: The Voyage Home) : l'ambassadeur Sarek
- 1990 : The Radicals : Eberhard Hoffman
- 1991 : Star Trek 6 : Terre inconnue (Star Trek VI: The Undiscovered Country) : l'ambassadeur Sarek

### Télévision
- 1951 : C'est déjà demain ("Search for Tomorrow") : Nathan Walsh
- 1960 : Family Classics: The Three Musketeers : Jusac De Rochefort
- 1964 : Another World : Docteur Ernest Gregory
- 1965 : Des jours et des vies ("Days of Our Lives") : Richard Ludwig
- 1966 : Star Trek épisode Zone de terreur : le commandant romulien
- 1967 : Star Trek épisode Un tour à Babel : Sarek
- 1967 : Les Mystères de l'Ouest (The Wild Wild West) - Saison 3 épisode 14, La Nuit de la Main d'acier (The Night of the Iron Fist), de Marvin J. Chomsky : Comte Draja
- 1973 : Outrage : M. Chandler
- 1974 : QB VII : le narrateur
- 1974 : La Planète des singes : Urko
- 1970 : Somerset (en) : Peter Goodwin
- 1978 : Getting Married : M. Bloom
- 1979 : The Secret Empire (en) : l'Empereur Thorval
- 1990 : Star Trek : La Nouvelle Génération : Ambassadeur Sarek